# Террил, Ричард
Ричард Джон Террил (англ. Richard John Terrile, род. 22 марта 1951, Нью-Йорк) — учёный программы «Вояджер».
Открыл несколько спутников Сатурна, Урана и Нептуна.
Работает в Лаборатории реактивного движения НАСА.